# Сунан аль-Байхаки
Су́нан аль-Байха́ки (араб. سنن البيهقي‎) или Сунан аль-Кубра́ (араб. السنن الكبرى‎) — сборник хадисов, мусульманских преданий о жизни и деятельности пророка Мухаммеда и его сподвижников, собранный Абу Бакром аль-Байхаки.
Абу Бакр Ахмад ибн аль-Хусейн аль-Байхаки был родом из селения близ Нишапура (Иран), обучался у множества улемов в Хорасане, Багдаде, Куфе и Мекке, был учеником аль-Хакима Нишапури. Аль-Байхаки является автором около 1000 трудов по исламу.
«Сунан» аль-Байхаки состоит из 10 томов. Ибн ас-Салах в своей «Мукаддиме» очень хвалил сборник аль-Байхаки и рекомендовал изучать его после ознакомления с Шестью достоверными сборниками.